# Tasty
Tasty es el tercer álbum de estudio de la cantautora estadounidense de música R&B Kelis, lanzado el 9 de diciembre del 2003 por Star Trak Entertainment y Arista Records. Considerado como el avance en la carrera de Kelis, fue capaz de expandir su éxito a través de Europa alcanzando nuevos mercados en Australia, Nueva Zelanda y Asia. Kelis fue también finalmente capaz de brotar en el mercado americano.

## Lista de canciones
| N.º | Título                                 | Escritor(es)                                                                       | Productor(es)  | Duración |  |
| 1.  | «Intro»                                |                                                                                    |                | 1:31     |  |
| 2.  | «Trick Me»                             | Dallas Austin                                                                      | Dallas Austin  | 3:26     |  |
| 3.  | «Milkshake»                            | Pharrell Williams, Chad Hugo                                                       | The Neptunes   | 3:03     |  |
| 4.  | «Keep It Down»                         | Austin, Lonnie Lynn, Dion Wilson                                                   | Dallas Austin  | 3:27     |  |
| 5.  | «In Public» (featuring Nas)            | Dana Stinson, Kelis Rogers                                                         | Rockwilder     | 4:26     |  |
| 6.  | «Flashback»                            | Williams, Hugo, Rogers                                                             | The Neptunes   | 3:26     |  |
| 7.  | «Protect My Heart»                     | Williams, Hugo                                                                     | The Neptunes   | 4:25     |  |
| 8.  | «Millionaire» (featuring André 3000)   | André Benjamin, Rogers, Douglas Davis, Ricky Walters                               | André 3000     | 3:44     |  |
| 9.  | «Glow» (featuring Raphael Saadiq)      | Raphael Saadiq, Glenn Standridge, Bobby Ozuna, Kelvin Wooten, Taura "Aura" Jackson | Raphael Saadiq | 4:00     |  |
| 10. | «Sugar Honey Iced Tea»                 | Williams, Hugo                                                                     | The Neptunes   | 3:23     |  |
| 11. | «Attention» (featuring Raphael Saadiq) | Saadiq, Standridge, Ozuna, Wooten, Rogers                                          | Raphael Saadiq | 3:24     |  |
| 12. | «Rolling Through the Hood»             | Williams, Hugo                                                                     | The Neptunes   | 4:45     |  |
| 13. | «Stick Up»                             | Damon "Grease" Blackmon, Rogers                                                    | Dame Grease    | 3:51     |  |
| 14. | «Marathon»                             | Saadiq, Standridge, Ozuna, Wooten, Rogers                                          | Raphael Saadiq | 4:35     |  |

### Japanese edition
1. "Milkshake" (X-Press 2 Triple Thick Vocal Mix) – 9:30
2. "Milkshake" (DJ Zinc Remix) – 5:59

## Recepción
"Tasty" ha recibido muy positivas reseñas de críticos. De acuerdo a Metacritic, el álbum sostiene una puntuación de 80 de 100, indicando "reseñas generalmente favorables".

## Posicionamiento
| Listas (2003)                         | Posición |
| ------------------------------------- | -------- |
| U.S. Billboard 200                    | 27       |
| U.S. Billboard Top R&B/Hip-Hop Albums | 7        |
| Listas (2004)                         | Posición |
| Australian Albums Chart               | 41       |
| Austrian Albums Chart                 | 20       |
| Belgian Albums Chart (Flanders)       | 35       |
| Danish Albums Chart                   | 15       |
| Dutch Albums Chart                    | 16       |
| French Albums Chart                   | 60       |
| German Albums Chart                   | 51       |
| Irish Albums Chart                    | 15       |
| Italian Albums Chart                  | 43       |
| Japanese Albums Chart                 | 42       |
| New Zealand Albums Chart              | 48       |
| Norwegian Albums Chart                | 19       |
| Swedish Albums Chart                  | 48       |
| Swiss Albums Chart                    | 14       |
| UK Albums Chart                       | 11       |

## Fechas de lanzamiento
| País           | Fecha                   | Discográfica     |
| -------------- | ----------------------- | ---------------- |
| Alemania       | 5 de diciembre de 2003  | EMI              |
| Reino Unido    | 8 de diciembre de 2003  | Virgin           |
| Suiza          | 8 de diciembre de 2003  | EMI              |
| Estados Unidos | 9 de diciembre de 2003  | Star Trak/Arista |
| Canadá         | 9 de diciembre de 2003  | Virgin           |
| Brasil         | 12 de diciembre de 2003 | EMI              |
| Japón          | 16 de enero de 2004     | EMI              |
| Australia      | 2 de febrero de 2004    | Virgin           |